# الحاذق
الحاذق (انگلیسی: El Hazek) شرکت ساخت‌وساز مصری است، که در سال ۱۹۷۹ تأسیس شد.